# Agusta
Ne doit pas être confondu avec MV Agusta.

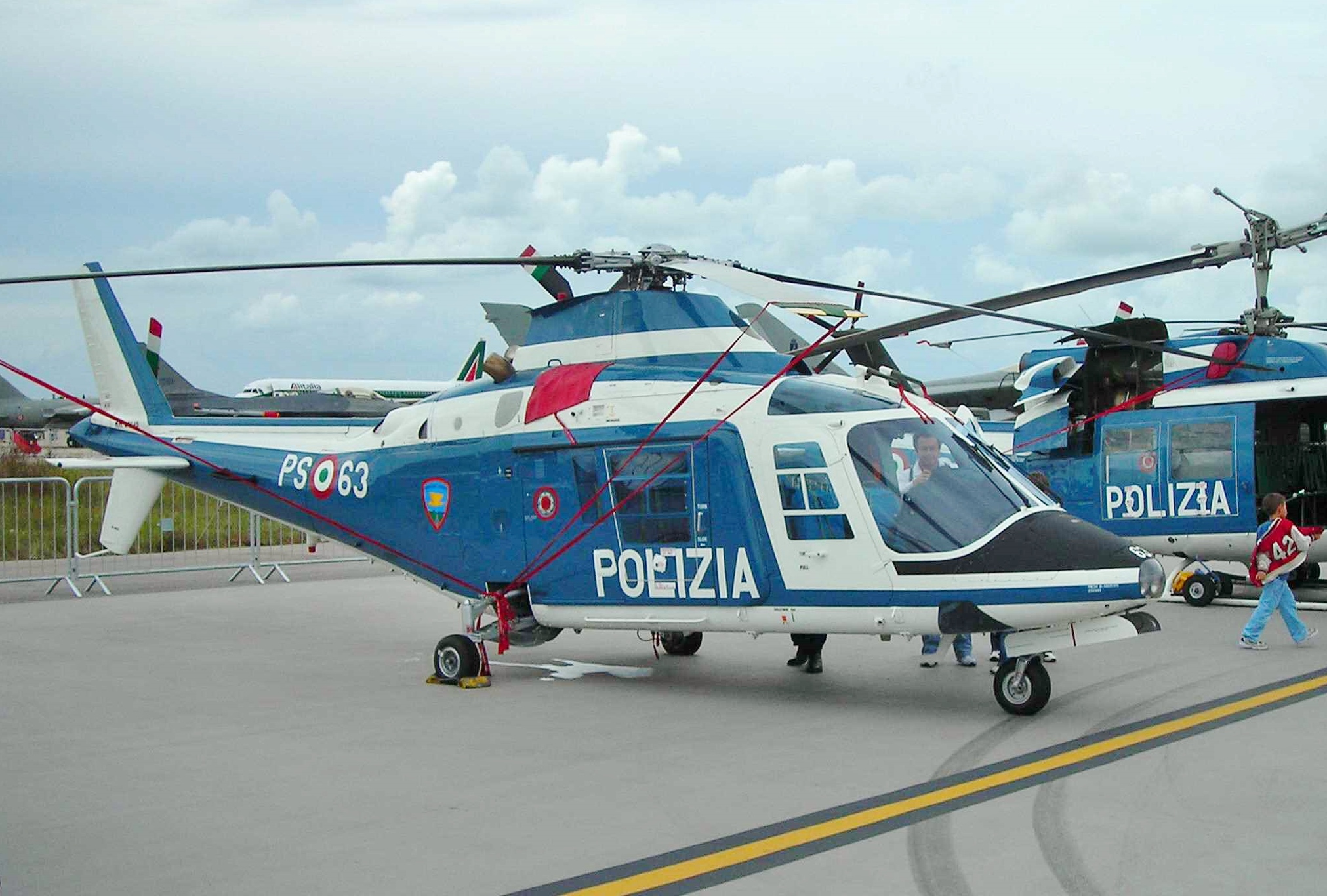
Hélicoptère Agusta A109 de la police italienne (2006)

Agusta S.p.A. était une société italienne qui construisait des hélicoptères. Elle a fusionné avec le constructeur britannique Westland Helicopters, en 2000 pour former AgustaWestland appartenant au géant italien Finmeccanica. Depuis le 1er janvier 2016, elle ne forme plus qu'une division de Leonardo (ancienne Finmeccanica) : Helicopter division.
Agusta est l'une des sociétés techniquement les plus avancées sur le marché mondial de l'hélicoptère.
La société était basée à Cascina Costa di Samarate, une frazione de la commune de Samarate, dans la province de Varèse, en Lombardie.

## De la moto à l'hélicoptère
Ses activités dans l'industrie aéronautique remontent à l'aube de l'aviation. En 1907 Giovanni Agusta, fondateur de la compagnie, décolle dans un avion qu'il a lui-même construit. À partir de 1923 la compagnie, basée à Cascina Costa, travaille à la conception, la production, et à l'entretien d'avions.
À la fin de la Seconde Guerre mondiale la famille Agusta ne pouvait espérer reprendre ses activités aéronautiques, mais Domenico Agusta avait une autre passion que l’aviation : la moto. Il crée dans le village de Verghera la société Meccanica Verghera (MV) pour construire des motos. Un premier modèle (MV 98) sort dès 1945, 50 exemplaires en sont vendus en 1946. En 1950 l’usine de Cascina Costa produit annuellement 15 000 motos par an, et très rapidement MV Agusta devient synonyme de motos de compétitions. Dès 1952 MV Agusta remporte le championnat du monde en 125 cm3, avant de s’attribuer 17 fois de suite le titre de champion du monde 500 cm3 entre 1958 et 1974 avec son pilote fétiche, Giacomo Agostini.
En 1952, le constructeur américain Bell cherche un partenaire en Europe, où Sikorsky était déjà présent par le biais d’accords avec la SNCASE en France et Westland Helicopters en Grande-Bretagne. Domenico Agusta décide alors d’acheter la licence de production du Bell 47, puis des modèles 204, 205, 206 et 212. Des accords sont également pris avec Sikorsky, puisqu’Agusta a construit les Sikorsky SH-3D Sea King destinés à la Marine italienne. Entre 1954 et 1971, année de la mort de Domenico Agusta, Costruzione Aeronautiche Giovanni Agusta construit 1 481 hélicoptères.

## Premiers hélicoptères italiens
Cette politique de sous-traitance permet de former le personnel italien, l’expérience acquise entraine à la fin des années 1950 la création d’un bureau d’études qui développe une gamme propre de voilures tournantes. On voit donc apparaître durant les années 1960 toute une série de prototypes :
- Agusta A.101, trimoteur de transport de la classe du Super Frelon dessiné par Filippo Zappata.
- Agusta-Bell AB.102, dérivé du Bell 48 (en).
- Agusta A.103, un monoplace expérimental équipé d'un moteur « maison », le MV Agusta GA.70 de 85 ch. Ce prototype dont les essais ont commencé en octobre 1959 est aujourd'hui conservé au Musée Agusta.
- Agusta A.104 Hélicar, version biplace du précédent qui prit l'air en décembre 1960. Deux exemplaires furent construits avec un moteur GA.140, le troisième avec une turbine expérimentale Agusta GA.270.
- Agusta A.105, destiné au marché civil et entrainé par une turbine Turboméca-Agusta TA-230, dont la transmission était entièrement conçue en Italie. Deux prototypes furent construits:
  - A.105, biplace, dont les essais en vol débutèrent en octobre 1964.
  - A.105B, quadriplace présenté au Salon du Bourget en 1965, aujourd'hui conservé par le Musée Agusta.
- Agusta A.106, ambitieux monoplace de lutte ASM dont la Marine Italienne a commandé 5 exemplaires.
- Agusta A.115, dérivé du Bell 47J-3 avec une turbine Turboméca Astazou II, un seul exemplaire construit.
- Agusta-Meridionali EMA.124, un triplace dérivé du Bell 47 qui aurait dû être construit par Elicotteri Meridionali. Un seul prototype fut construit, qui prit l'air le 28 mai 1970.

Le 4 août 1971 eut lieu le premier vol du A.109, qui connut un gros succès commercial.
En 1978, le programme A.129 est lancé, celui-ci aboutit à la réalisation du premier hélicoptère de combat spécifiquement conçu pour ce rôle en Europe. Le premier A.129 Mangusta prend l’air le 15 septembre 1983. Tout en poursuivant la production sous licence d’appareils Bell (Bell 205, 206, 212), Agusta continue à étoffer sa gamme vers le bas avec le petit monomoteur A.119 Koala, apparu en 1994.
Au tout début des années 1980, elle ouvre une usine d'assemblage d'hélicoptères et le siège social de sa filiale nord-américaine sur le Northeast Philadelphia Airport. Ce site appelé depuis 2016 AgustaWestland Philadelphia Corporation (Leonardo) emploie, en janvier 2020, 650 personnes

## EH Industries, NH Industries et Bell/Agusta Aerospace
Poursuivant sa politique de coopération internationale, Agusta crée en 1981 avec la firme britannique Westland une coentreprise, EH Industries, avec pour objectif de réaliser et produire un hélicoptère de lutte anti-sous-marine pouvant remplacer le SH-3 Sea King, construit sous licence par les deux entreprises. En 1992 Agusta entre également à hauteur de 32 % dans le consortium international NHIndustries et crée en 1995 une autre coentreprise, mais avec Bell cette fois, Bell/Agusta Aerospace, pour produire le convertible Bell/Agusta BA609, mais aussi un hélicoptère devant compléter vers le haut la gamme Agusta, le bimoteur AB-139, dont le prototype effectue son premier vol le 3 février 2001.

## AgustaWestland
Le 26 juillet 2000 les groupes Finmeccanica SpA (Italie), propriétaire d’Agusta, et GKN plc (Royaume-Uni), propriétaire de Westland, finalisent un accord prévoyant la fusion des deux entreprises. Le 12 février 2001, après approbation des autorités européennes, un géant européen de la construction d’hélicoptères est donc né, AgustaWestland. Une création qui entraîne de fait la disparition d’EH Industries. AgustaWestland est donc aujourd'hui un des concurrents d'Eurocopter. Si Eurocopter a remporté le programme LUH de l’US Army, AgustaWestland, associée à Lockheed-Martin, décroche le contrat VXX. C’est donc un dérivé du EH101 qui transportera le Président des États-Unis.
Le 21 novembre 2005 la coentreprise Bell/Agusta Aerospace fait l’objet d’une redistribution du capital, Bell revendant à Agusta ses 25 % dans le programme AB-139, le groupe Finmeccanica devient le seul et unique actionnaire de la société.

## Appareils produits

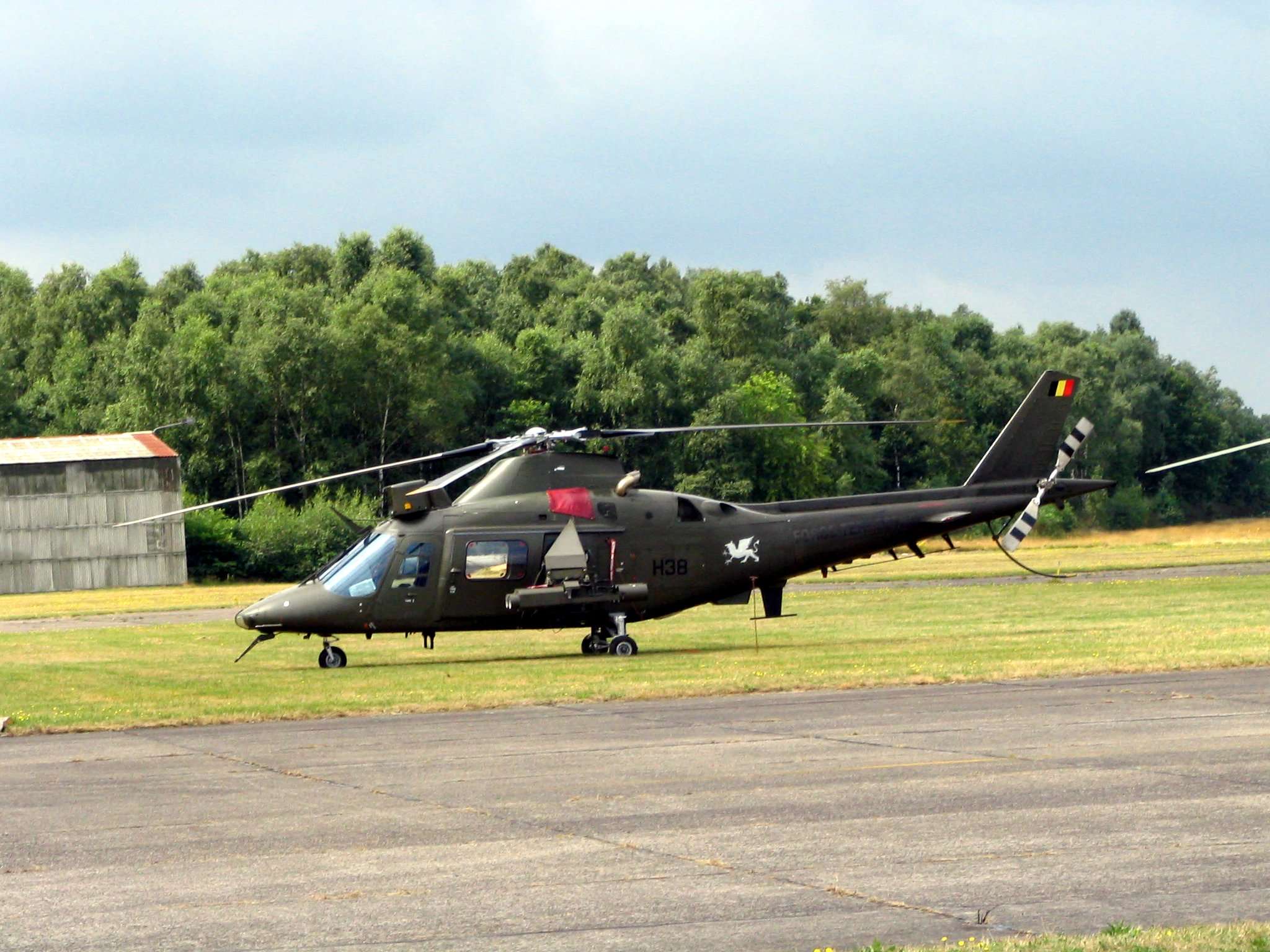
Un A109BA de la Composante Air belge

- A.109 LUH (bimoteur à turbine, TURBOMECA Arrius 2K2)
- A.119 Koala (monomoteur à turbine)
- A.109
  - A.109E Power (bimoteur performant et polyvalent)
  - A.109S Grand (version élargie et encore plus performant du bimoteur A109E polyvalent, cette version sera remplacée par le AW 109 SP New Grand)
  - A.109SP New Grand (Un A109S Grand avec une électronique et une gestion des affichages améliorés)
- A.129 Mangusta (hélicoptère biplace d'attaque à vocation militaire uniquement)

### Construit sous licence
- AB.102
- AB.212
- AB.412 (hélicoptère conçu pour le travail aérien)
- Boeing CH-47 Chinook

### Prototypes
- A.101

### Sources
- R.W.Simpson (1998). Airlife's Helicopters and Rotorcraft. Ramsbury : Airlife Publishing.
- G.Apostolo (1984). The Illustrated Encyclopedia of Helicopters.
- K.Munson (1968). Helicopters And Other Rotorcraft Since 1907.